# Irvona
Irvona és una població dels Estats Units a l'estat de Pennsilvània. Segons el cens del 2000 tenia 680 habitants.

## Demografia
Segons el cens del 2000, Irvona tenia 680 habitants, 241 habitatges, i 182 famílies. La densitat de població era de 410,2 habitants per quilòmetre quadrat.
Dels 241 habitatges en un 38,6% hi vivien nens de menys de 18 anys, en un 61,4% hi vivien parelles casades, en un 9,5% dones solteres, i en un 24,1% no eren unitats familiars. En el 20,7% dels habitatges hi vivien persones soles el 12,4% de les quals corresponia a persones de 65 anys o més que vivien soles. El nombre mitjà de persones vivint en cada habitatge era de 2,82 i el nombre mitjà de persones que vivien en cada família era de 3,27.
Per edats la població es repartia de la següent manera: un 29,6% tenia menys de 18 anys, un 8,5% entre 18 i 24, un 29,1% entre 25 i 44, un 22,4% de 45 a 60 i un 10,4% 65 anys o més.
L'edat mediana era de 34 anys. Per cada 100 dones de 18 o més anys hi havia 97,1 homes.
La renda mediana per habitatge era de 32.500 $ i la renda mediana per família de 39.000 $. Els homes tenien una renda mediana de 26.250 $ mentre que les dones 21.719 $. La renda per capita de la població era d'11.785 $. Entorn del 12,4% de les famílies i el 15,3% de la població estaven per davall del llindar de pobresa.

## Poblacions més properes
El següent diagrama mostra les poblacions més properes.